# Сві-Сіті (Айова)
Сві-Сіті (англ. Swea City) — місто (англ. city) в США, в окрузі Кошут штату Айова. Населення — 566 осіб (2020).

## Географія
Сві-Сіті розташоване за координатами 43°23′0″ пн. ш. 94°18′39″ зх. д. / 43.38333° пн. ш. 94.31083° зх. д. (43.383300, -94.310920).  За даними Бюро перепису населення США в 2010 році місто мало площу 1,91 км², уся площа — суходіл.

## Демографія
Згідно з переписом 2010 року, у місті мешкало 536 осіб у 258 домогосподарствах у складі 147 родин. Густота населення становила 281 особа/км².  Було 314 помешкання (165/км²).
Расовий склад населення:
| - 98,5 % — білих - 0,9 % — чорних або афроамериканців |

До двох чи більше рас належало 0,2 %. Частка іспаномовних становила 0,6 % від усіх жителів.
За віковим діапазоном населення розподілялося таким чином: 21,6 % — особи молодші 18 років, 54,3 % — особи у віці 18—64 років, 24,1 % — особи у віці 65 років та старші. Медіана віку мешканця становила 48,4 року. На 100 осіб жіночої статі у місті припадало 90,7 чоловіків;  на 100 жінок у віці від 18 років та старших — 90,0 чоловіків також старших 18 років.
Середній дохід на одне домашнє господарство  становив 44 578 доларів США (медіана — 31 522), а середній дохід на одну сім'ю — 54 708 доларів (медіана — 41 719). Медіана доходів становила 38 750 доларів для чоловіків та 27 411 долар для жінок. За межею бідності перебувало 18,8 % осіб, у тому числі 34,7 % дітей у віці до 18 років та 20,2 % осіб у віці 65 років та старших.
Цивільне працевлаштоване населення становило 274 особи. Основні галузі зайнятості: освіта, охорона здоров'я та соціальна допомога — 29,2 %, виробництво — 19,3 %, роздрібна торгівля — 14,6 %.